# Masque balistique

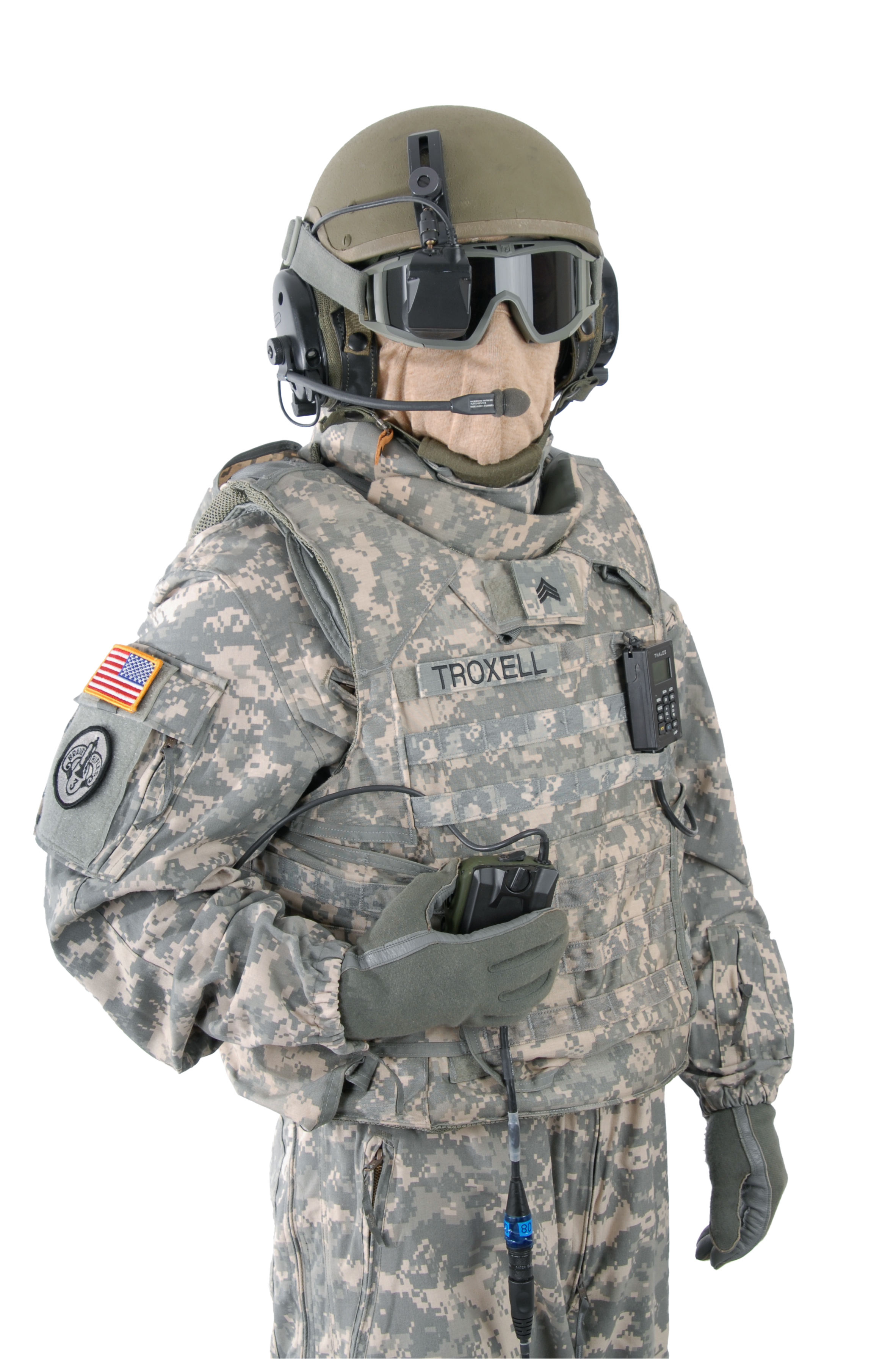
Un masque balistique américain faisant partie du Mounted Soldier System

Un masque balistique, également appelé masque tactique, est une protection oculaire spécialement conçue pour se protéger contre les éclats d'engins explosifs improvisés (IED : improvised explosive devices). Adopté en premier lieu par l'armée américaine, le masque de protection balistique est aujourd'hui utilisé sur tous les théâtres d'opérations extérieures (OPEX) par les soldats des forces armées de l'OTAN. 
Depuis 2008, le masque balistique fait partie intégrante du paquetage militaire français. Sur la demande de La direction centrale du commissariat de l'Armée de terre (DCCAT), l'état-major de la région Terre sud-est (EMRTSE) de Lyon a demandé la réalisation d'un masque de protection balistique en remplacement des anciennes "lunettes sables", qui ne sont plus adaptées au terrain.

## Composition
Inspirés au départ des masques de ski, les masques balistiques possèdent un verre plus ou moins épais fabriqué en polycarbonate, qui doit respecter des normes strictes de type :
- ANSI Z87.1 (normes civiles américaines)
- MIL-PRF-31013, MIL-DTL-43511D (Normes militaires américaines)
- STANAG 2920, 4296 (normes OTAN)
- EN166 (normes européennes)

Le respect de ces normes implique que l'écran de protection résiste à l'impact de petits projectiles tirés à très grande vitesse. Voici quelques exemples des normes les plus couramment utilisées pour la confection des masques balistiques:
- ANSI Z87.1-2010 : résiste à l’impact d’une bille d’acier de 25 mm de diamètre tirée à 45 m/s.
- MIL-PRF-31013 : résiste à l’impact d’un projectile de calibre .15 tiré entre 195 et 201 m/s.
- MIL-DTL-43511D : résiste à l’impact d’un projectile de calibre .22 tiré entre 167 et 170 m/s.
- STANAG 2920 : résiste à l’impact d’un projectile de calibre .22 tiré entre 190 et 205 m/s.
- STANAG 4296 : résiste à l’impact d’un projectile de calibre .22 tiré entre 240 et 250 m/s.
- EN166 : résiste à l’impact d’une bille d’acier de 22 mm de diamètre tirée à 5,1 m/s.

## Utilisation
L'Armée de Terre française a doté ses soldats de masques balistiques pour la première fois lors des déploiements de ses troupes en Afghanistan. Outre le fait qu'il doit protéger efficacement contre les éclats d'engins explosifs improvisés (IED), le masque balistique est également utilisé pour se protéger contre le sable et le vent.